# Heath Thorpe
Heath Thorpe (geb. 3. September 2000) ist ein australischer Turner. Er sorgt mit seinem Turnstil, der vom Frauenturnen inspirierte gymnastische Sprünge integriert, für Anerkennung und stellt damit das traditionelle Rollenbild im Männerturnen infrage.

## Leben und Karriere
Thorpe stammt aus Werribee im australischen Bundesstaat Victoria. Als Kind spielte er Basketball und Cricket und tanzte und wurde von einer Tante, die selbst geturnt hatte, dazu ermutigt, das Turnen auszuprobieren, und obwohl seine Mutter anfangs nicht überzeugt war, war Thorpe von Anfang an begeistert und von den Olympischen Sommerspielen 2008 inspiriert. Er erwies sich bald als ein talentierter Turner, der sich in seiner Karriere als Mitglied der australischen Nationalmannschaft und als Finalist bei der Sommer-Universiade 2019 beweisen konnte; seine Körperhaltung gilt als perfekt und seine Linie als elegant. Er startete im Jahr 2021 für die TG Allgäu in der Bundesliga und wurde bei den Turn-Weltmeisterschaften 2022 in Liverpool 50. im Mehrkampf. Thorpe strebt die Teilnahme bei den Olympischen Spielen 2024 in Paris an.

## Gymnastischer Turnstil
Thorpe integriert gymnastische Sprünge in seine Übungen, obwohl sie bei Männern nicht in die Wertung mit eingehen, was auf viele positive Reaktionen stieß. Er hat innerhalb seines Sports eine Debatte angestoßen, weil er mit seinem Stil die traditionellen Vorstellungen darüber, wie Männerturnen aussehen sollte, in Frage stellt, das „hypermaskuline, machohafte und heteronormative Raster“ des Männerturnens kritisiert und sich, selbst schwul, für ein besseres Umfeld für junge queere Turner einsetzt.

## Erfolge
| Jahr   | Wettbewerb                   | Teammehrkampf | Einzelmehrkampf | Boden  | Pferd  | Ringe  | Sprung | Barren | Reck   |
| Senior | Senior                       | Senior        | Senior          | Senior | Senior | Senior | Senior | Senior | Senior |
| ------ | ---------------------------- | ------------- | --------------- | ------ | ------ | ------ | ------ | ------ | ------ |
| 2018   | Pacific Rim Championships    | 4             |                 |        |        |        | 4      |        |        |
| 2018   | Australian Championships     | Silber        |                 | Gold   |        |        |        |        |        |
| 2019   | Australische Meisterschaften | Gold          | 6               | Silber |        | 5      | Bronze |        |        |
| 2019   | Sommer-Universiade           | 8             |                 |        |        |        | 6      |        |        |
| 2021   | Australische Meisterschaften | Gold          | Bronze          |        |        |        |        |        | Silber |
| 2022   | Australische Meisterschaften | Gold          | 5               | Silber |        | Silber | Silber |        |        |
| 2022   | Ozeanienmeisterschaft        | Gold          | 4               | Gold   | 8      | 6      | Silber | 7      | Bronze |
| 2022   | Weltcup Szombathely          |               |                 |        |        |        |        |        | 5      |
| 2022   | Turn-Weltmeisterschaften     | 22            | 50              |        |        |        |        |        |        |